# Roya Rahmani
Roya Rahmani (nacida en mayo de 1978) es una diplomática afgana que ocupó el cargo de primera embajadora de Afganistán en los Estados Unidos y embajadora no residente en México, Argentina, Colombia y República Dominicana desde diciembre de 2018 hasta julio de 2021. Actualmente es presidenta de la empresa internacional de asesoramiento en financiación del desarrollo — Delphos International LTD. También es miembro del Instituto de Mujeres, Paz y Seguridad de Georgetown, asesora principal del Centro del Sur de Asia del Consejo Atlántico,e investigadora principal de seguridad internacional de la New America Foundation. De 2016 a 2018, asumió el cargo de ser la primera embajadora de Afganistán en Indonesia, la primera embajadora ante la Asociación de Naciones del Sudeste Asiático y embajadora no residente en Singapur.
Anteriormente trabajó en el Ministerio de Relaciones Exteriores, como primera directora general de Cooperación Regional (2012-2016).
Antes de ingresar al gobierno, trabajó para varias organizaciones sin ánimo de lucro que se centraban principalmente en los derechos y la educación de las mujeres. Obtuvo una licenciatura en ingeniería de software de la Universidad McGill en 2003 y un máster en administración pública y derecho internacional en la Universidad de Columbia en 2009.

## Primeros años y educación
Rahmani nació en Kabul en 1978, un año antes de que las tropas soviéticas invadieran Afganistán. Después de que los soviéticos se marcharon en 1989, el país cayó en una guerra civil. Su escuela estuvo cerrada durante meses debido a los misiles que impactaban en la ciudad. En 1993, su familia huyó a Pakistán. Recuerda: “A partir de los años 90, hubo hambruna y sequía, y durante la guerra civil de 1992-96, nos echaron literalmente de nuestras casas. Recuerdo que nuestra familia se abrazó, pensando que esa sería la última noche de nuestras vidas.”
Una vez en Peshawar, asistió a una escuela para refugiados financiada por Arabia Saudita, donde más tarde recordó haber estudiado en el techo durante todo un año escolar debido al hacinamiento. Rahmani habló sobre sus experiencias diciendo que "Como mujer afgana, desde muy temprana edad, como el resto de mi grupo, aprendimos que hay que intentar sacar lo mejor de lo que se tiene. Por eso, la incertidumbre fue lo que dominó la mayor parte de nuestras vidas."Ella dice que las experiencias de su juventud la llevaron a adoptar el lema de toda su vida de "hacer lo mejor con lo que se tiene."
Rahmani regresó a Kabul en 1998, pero se negó a salir de casa para no tener que ponerse un burka, como exigían los talibanes. En 1999, recibió una beca del Servicio Universitario Mundial de Canadá y fue a la Universidad McGill, donde completó una licenciatura en ingeniería de software. Después de graduarse en 2004, Rahmani regresó a Afganistán y trabajó para varias organizaciones sin fines de lucro, hasta que finalmente decidió cambiar el enfoque de su carrera y regresar a la escuela. Ella dice: "Se convirtió en una especie de misión en mi vida: si podía hacer cualquier cosa, cualquier cosa, para evitar que una bomba explotara y matara a gente, o incluso a una persona, si podía hacer eso, mi misión en la vida estaría completa."
En 2009, completó un máster en administración pública y derecho internacional en la Universidad de Columbia, en Nueva York.Fue becaria Fulbright.

## Carrera

### Trabajo en organizaciones no gubernamentales
Después de graduarse con su licenciatura en 2004, Rahmani regresó a Afganistán y trabajó para varias organizaciones canadienses sin fines de lucro centradas en los derechos humanos, el empoderamiento de las mujeres y la educación. También trabajó a tiempo parcial como experta en la materia en el Centro de Entrenamiento de Fuerzas Conjuntas de la OTAN y como consultora del Departamento de Educación de Nueva York, la Secretaría de las Naciones Unidas en Nueva York, el Departamento de Comercio y Asuntos Internacionales de Canadá, Canadian Women for Women in Afghanistan, Women Living under Muslim Laws y otras OING.
Durante este tiempo, Rahmani trabajó en un documento sobre el matrimonio que garantizaba derechos equitativos para la familia y contribuyó a la recopilación de datos a nivel nacional. En 2007 recibió el Premio a la Mejor Activista de Derechos Humanos de la Comisión Independiente de Derechos Humanos de Afganistán por su trabajo en este documento.

### Trabajo en el gobierno
Rahmani formó parte del gobierno afgano, primero en el Ministerio de Educación, más tarde como asesora principal del Viceministro de Relaciones Exteriores en 2011. De 2012 a 2016 trabajó como directora general de Cooperación Regional del Ministerio de Relaciones Exteriores. En este cargo, inició y promovió importantes iniciativas de cooperación regional, como el Proceso Corazón de Asia-Estambul.

#### Embajadora en Indonesia
Desde junio de 2016 hasta diciembre de 2018, Rahmani se desempeñó como la primera embajadora de Afganistán en Indonesia, embajadora no residente en Singapur y la primera embajadora de la historia ante la Asociación de Naciones del Sudeste Asiático. Fue la segunda mujer designada como embajadora por el presidente Ashraf Ghani, después de que éste prometiera dar a las mujeres más puestos de liderazgo. Dijo que las mujeres musulmanas podrían introducir una narrativa de un "musulmán dinámico", demostrando que la religión no es una fuerza estática.

#### Embajadora en Estados Unidos
El 14 de diciembre de 2018, Rahmani fue nombrada embajadora en los Estados Unidos por el presidente Ghani, convirtiéndose en la primera mujer en ocupar el cargo. Ella asumió el cargo justo cuando el presidente Trump anunció su intención de retirar las tropas de su país. "Las mujeres han sido tratadas como una minoría, pero no lo son. Juntos, las mujeres y los jóvenes son en realidad una mayoría, y no están dispuestos a renunciar a sus derechos. No están dispuestos a comprometer sus derechos humanos y volver a los viejos tiempos", afirmó. Reemplazó a Hamdullah Mohib, que había dimitido tres meses antes para convertirse en asesor de seguridad nacional.
La Embajadora Rahmani también se desempeñó como embajadora no residente de Afganistán en México, Argentina, Colombia y República Dominicana.

### Asuntos

#### Derechos de las mujeres
Rahmani pasó varios años trabajando en organizaciones sin ánimos de lucro centradas en los derechos y la educación de las mujeres. En ese momento, su trabajo se centró especialmente en la reforma del derecho de familia en el contexto musulmán. Trabajó con Musawah para reformar un contrato matrimonial en Afganistán para garantizar derechos familiares más equitativos. Rahmani y Musawah “decidieron priorizar el contrato matrimonial porque parecía ser un remedio factible y práctico para garantizar los derechos de las mujeres dentro de las familias. “Reformar la ley de familia requería procedimientos complejos, mientras que el contrato matrimonial sólo necesitaba la aprobación de la Corte Suprema”.
Después de convertirse en embajadora en Estados Unidos, continuó abogando por los derechos de las mujeres, especialmente el papel de las mujeres en el proceso de paz. Ella ha dicho constantemente que un acuerdo de paz que ignore a la mitad de la población no funcionará. Ella sostiene que el papel esencial de las mujeres en el proceso de paz hace que los derechos de las mujeres no sean sólo una cuestión ética, sino una cuestión de seguridad nacional.
Tras el regreso de los talibanes al poder en agosto de 2021 y el consiguiente empeoramiento de los derechos de las mujeres en el país, Roya Rahmani se ha expresado especialmente sobre esta situación. Las mujeres que protestan por sus derechos en las calles de Kabul y otras ciudades “básicamente se están suicidando”, afirmó Rahmani.

#### Proceso de paz
En mayo de 2019, Rahmani criticó al gobierno de Trump después de que el embajador Zalmay Khalilzad entablara conversaciones directas con los talibanes, quienes han rechazado entablar conversaciones con el gobierno afgano, diciendo que "no son nuestro gobierno, no son nuestros representantes" y que el fin de la guerra "debería ser decidido por las personas que se ven más afectadas por el proceso".
La revista TIME se refirió a Rahmani como "una feroz defensora de la paz en las condiciones afganas". Ha hablado en repetidas ocasiones sobre la necesidad de que los talibanes interactúen directamente con la sociedad y el gobierno afganos si quieren convertirse en parte de ellos. Según Rahmani, "si [los talibanes] quieren la paz, tendrán que sentarse con el gobierno".

## Premios y reconocimientos
- En 2007, Rahmani recibió el Premio al Mejor Activista de Derechos Humanos de la Comisión Independiente de Derechos Humanos de Afganistán por su trabajo en un documento matrimonial que garantizó derechos equitativos para la familia y contribuyó a la recopilación de datos a nivel nacional.[10]
- En 2017, su trabajo en Indonesia la llevó a ser nombrada "Embajadora del Pueblo" por Tatler Indonesia.[26]
- En 2019, fue incluida en la "Lista 100 Next" de la revista la revista TIME por ser una "feroz defensora de la paz en los términos afganos".[24]
- En 2019, la Alianza para la Construcción de la Paz la reconoció por sus esfuerzos para crear un proceso de paz inclusivo.[1]

## Controversias
Pajhwok Afghan News ha publicado una serie de informes de prensa que hacen acusaciones contra Rahmani, incluso con respecto a un proyecto de construcción en la embajada de Washington D. C. El Ministerio de Asuntos Exteriores afgano rechazó rotundamente sus afirmaciones y abordó acusaciones específicas hechas por Pajhwok.
Rahmani publicó un artículo a través del medio de comunicación afgano 8AM negando las acusaciones y pidiendo una investigación completa. En el artículo, ella dijo que el informe de Pajhwok era parcial, que sus conclusiones contradecían los documentos que habían publicado y que había sido publicado para destruirla personalmente porque era mujer. También afirmó que ha sufrido repetidos ataques infundados por parte de agencias de noticias locales.
Los documentos de acusación filtrados a TOLOnews muestran que el Fiscal General ha acusado a dos exfuncionarios y a Rahmani de corrupción en la construcción de un muro de 70 metros en la embajada de Afganistán en Washington D. C. Sin embargo, TOLOnews informó que había "una serie de contradicciones en el texto del escrito de acusación" y que la Fiscalía General y los fiscales del caso no estaban dispuestos a responder a las preguntas sobre las contradicciones.
Los documentos también muestran que se ha solicitado al tribunal de apelaciones del Centro de Justicia Anticorrupción (ACJC), el principal tribunal anticorrupción de Afganistán, que juzgue a los funcionarios acusados por cargos de malversación de 790.000 dólares del proyecto. Sin embargo, la ACJC dijo que rechazaba las acusaciones y devolvió los documentos de acusación a la Fiscalía General, citando deficiencias técnicas y de investigación. El 31 de julio de 2021, el Washington Post publicó un informe de investigación que demostraba que se trataba de un caso con motivaciones políticas contra Rahmani.
Todo esto ocurrió en un contexto de violenta represión de los derechos de las mujeres. En 2014, el gobierno rechazó las recomendaciones de los países miembros de la ONU para abolir el procesamiento de las mujeres por los llamados delitos morales. Otros reveses para los derechos de las mujeres en 2014 incluyeron una serie continua de ataques, amenazas y asesinatos contra mujeres de alto perfil, incluidas mujeres policías y activistas, a los que el gobierno no respondió con medidas significativas para proteger a las mujeres en riesgo.
Tras el regreso de los talibanes al poder en agosto de 2021, la situación de los derechos de las mujeres ha empeorado aún más. El Relator Especial de la ONU sobre la situación de los derechos humanos en Afganistán, Richard Bennett, designado en abril de 2022, realizó su primera visita al país del 15 al 26 de mayo de 2022. Bennet también dijo que la eliminación de las mujeres de la vida pública era especialmente preocupante, citando medidas como la suspensión de la educación secundaria de las niñas, severas barreras al empleo y límites a la libertad de movimiento, asociación y expresión.

## Publicaciones
| Fecha                    | Título | Fuete                           |
| ------------------------ | --- | ------------------------------- |
| 5 de junio de 2010       | "Condemning Weapon Shows won't stop wars"                                                                   | Ottawa Citizen                  |
| 1 de mayo de 2012        | "Donors, beneficiaries, or NGOs: whose needs come first? A dilemma in Afghanistan"                          | Development in Practice Journal |
| 21 de julio de 2019      | "Pakistan can benefit from a stable and thriving Afghanistan"                                               | CNN                             |
| 27 de septiembre de 2019 | "Amb. Roya Rahmani: Elections in Afghanistan are critical -- They need US support on the path toward peace" | Fox News                        |
| 16 de mayo de 2020       | “Afghanistan’s two wars: terrorism and the coronavirus”                                                     | The Hill                        |
| Julio de 2020            | "هتک‌ حرمت زیر نام آزادی بیان" Translation: "Freedom of Expression or Attack on Dignity"                     | 8AM                             |
| 10 de agosto de 2020     | “Afghan Women Should Be the Centerpiece of the Peace Process”                                               | Foreign Policy                  |
| 11 de septiembre de 2020 | “After the terror of Sept. 11, Sept. 12 is about progress and hope for Afghanistan”                         | Washington Examiner             |
| 26 de enero de 2021      | "Afghanistan’s ambassador: The U.S. must help us build peace for generations to come"                       | Washington Post                 |
| Febrero de 2021          | "A new lens: Economic diplomacy in Afghanistan"                                                             | Global Ambassador's Journal     |
| 10 de noviembre de 2021  | "Afghanistan veterans’ sacrifices were not made in vain"                                                    | Atlantic Council                |
| 8 de marzo de 2022       | "The best path to gender equality is through family law reform"                                             | Al Jazeera                      |
| 3 de abril de 2022       | "The world must demand the Taliban stop restricting girls' education"                                       | The Washington Post             |
| 27 de junio de 2022      | "Women's rights can mitigate climate impacts"                                                               | The Ecologist                   |
| 3 de agosto de 2022      | "Experts react: Ayman al-Zawahiri, leader of al-Qaeda, killed by US drone strike in Afghanistan"            | Atlantic Council                |
| 7 de febrero de 2023     | "The women of Afghanistan are suffering – but not forgotten"                                                | The Hill                        |
| 29 de junio de 2023      | “Women as the Way Forward: Lessons from Afghan Women's Empowerment Journey-And What Can Be Done Now”        | Atlantic Council                |

## Vida personal
Rahmani está casada y tiene una hija, nacida en 2014. Es musulmana. Habla con fluidez dari, pastún e inglés y tiene conocimientos básicos de urdu y francés.